# ノールボッテン県ランスティング
ノールボッテン県ランスティング (Norrbottens läns lansting) はノールボッテン県の公衆衛生と医療を主に担当するランスティングである。ランスティング議会(landstingsfullmäktige)の定数は71名。会派は中央の議会に議席を持っている8政党のうち、キリスト教民主党と民主党とを除く6党と、地域政党のノールボッテン看護・医療党で構成されている。第一党はスウェーデン社会民主労働党で、全議席中33議席を占める。